# Chromatomyia tiarellae
Chromatomyia tiarellae este o specie de muște din genul Chromatomyia, familia Agromyzidae, descrisă de Griffiths în anul 1972. Conform Catalogue of Life specia Chromatomyia tiarellae nu are subspecii cunoscute.